# 1469 Linzia
1469 Linzia eller 1938 QD är en asteroid i huvudbältet, som upptäcktes 19 augusti 1938 av den tyske astronomen Karl Wilhelm Reinmuth i Heidelberg. Den har fått sitt namn efter den  österrikiska staden Linz.
Asteroiden har en diameter på ungefär 74 kilometer.